# Değirmenarkı, İpekyolu
Değirmenarkı là một xã thuộc huyện İpekyolu, tỉnh Van, Thổ Nhĩ Kỳ. Dân số thời điểm năm 2011 là 430 người.